# Bringing Up Baby
Bringing Up Baby is een Amerikaanse romantische screwball-komedie met Cary Grant en Katharine Hepburn uit 1938 onder regie van Howard Hawks.
Hoewel de film na de première destijds dusdanig flopte dat Hawks werd ontslagen van het regisseren van zijn volgende film Gunga Din (1939) en Hepburn onder druk haar contract opkocht, kreeg hij positieve kritieken en in modernere jaren een plaats in het American Film Institute en de National Film Registry.
Hepburn was dol op Nissa, de luipaard die Baby speelde in de film; Grant was minder gediend van het beest. Hij maakte gebruik van een stuntman voor de scènes waarin zijn personage contact moest maken met het dier. Echter, de acrobatische en gevaarlijke stunts deed hij zelf.
Het is de eerste komische film van Hepburn. Regisseur Hawks merkte op dat ze er moeite mee had en dat ze "te hard" probeerde grappig over te komen. Ze kreeg echter hulp en tips van collega en komiek Walter Catlett.

## Verhaal

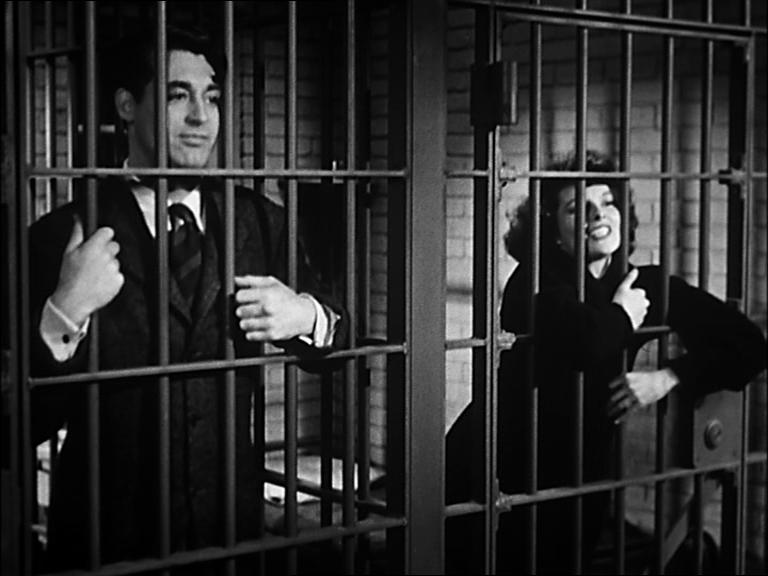
Huxley en Vance in de gevangenis

David Huxley is een zachtaardige paleontoloog die wordt overladen met problemen. Vier jaar lang is hij al bezig om met de botten van een brontosaurus in de vorm van de dinosaurus te zetten. Hij mist alleen nog het sleutelbeen. Daarnaast gaat hij ook nog eens morgen trouwen met een strenge vrouw en moet hij de rijke mevrouw Random imponeren, aangezien zij overweegt om het museum waarin hij werkt een donatie van $1.000.000 te geven. Wanneer hij dan ook nog eens de levendige Susan Vance ontmoet, verliest hij het overzicht.
Susan heeft zojuist een luipaard - die luistert naar de naam Baby - van haar broer gekregen, die hij uit Brazilië heeft gehaald. Susan ziet David eerder als een zoöloog dan als een paleontoloog en ze stalkt hem net zo lang totdat hij met haar naar Connecticut gaat om voor Baby te zorgen. Complicaties ontstaan als Susan verliefd raakt op David en pogingen doet om hem zo lang mogelijk bij haar huis te houden, zodat ze hiermee zorgt dat hij zijn bruiloft mist. Dit lukt als Susans hond George Davids laatste bot voor zijn brontosaurus steelt en deze "ergens" in haar tuin begraaft.
Nog meer moeilijkheden ontstaan als Susans tante Elizabeth (mevrouw Random) naar huis komt. Ze weet echter niet wie David is, aangezien hij wordt voorgesteld als "Meneer Bone (Bot)". Als Baby en George weglopen van huis, gaan ze samen naar hem zoeken, David wil dat George het bot voor hem opgraaft. Wanneer ze een luipaard aantreffen in een kooi, bevrijden ze deze, denkend dat het Baby is. Het is echter een luipaard van een circus die niet zo tam en lief is als Baby. Nu moeten Susan en David Baby en George zoeken, het bot vinden, Mrs. Random er van verzekeren dat ze haar miljoen doneert en op tijd komen voor het huwelijk. Dit terwijl een wilde luipaard vrij rondloopt en ze in de gevangenis zitten, omdat de politie dacht dat ze gestoord waren toen ze een verhaal over een "weggelopen luipaard" omhoog brachten.

## Rolverdeling
| Acteur            | Personage                |
| ----------------- | ------------------------ |
| Cary Grant        | Dokter David Huxley      |
| Katharine Hepburn | Susan Vance              |
| Charles Ruggles   | Majoor Horace Applegate  |
| Walter Catlett    | Constable Slocum         |
| Barry Fitzgerald  | Meneer Gogarty           |
| May Robson        | Tante Elizabeth Random   |
| Fritz Feld        | Dokter Fritz Lehman      |
| Leona Roberts     | Mevrouw Hannah Gogarty   |
| George Irving     | Dokter Alexander Peabody |
| Virginia Walker   | Alice Swallow            |

## Productie

### Preproductie
Regisseur Howard Hawks werd in maart 1937 onder contract gesteld bij RKO Radio Pictures, om een filmbewerking te maken van het gedicht Gunga Din van Rudyard Kipling. Toen de studio niet in staat bleek om Clark Gable, Spencer Tracy en Franchot Tone in de hoofdrollen aan te stellen, besloot Hawks om zich in de tussentijd met een nieuw project bezig te houden. In april '37 las hij het korte verhaal Bringing Up Baby van Hagar Wilde in een tijdschrift. Hij herinnerde zich dat hij hardop moest lachen om het verhaal en had onmiddellijk belangstelling aan een filmbewerking. De rechten werden door RKO aangekocht in juni dat jaar voor een bedrag van $1.004 dollar en Hawks werkte voor een korte tijd met Wilde samen aan een bewerking. Het filmverhaal wijkt af van het originele verhaal; David en Susan zijn verloofd, hij is geen paleontoloog en er is geen dinosaurus.
Wilde hield zich bezig met de ontwikkeling van de personages en de komische elementen; Hawks huurde Dudley Nichols in om zich te richten op het verhaal en de structuur. Ze werkten met zijn drieën aan het project, en aan het einde van de zomer van '37 werd een scenario van 202 pagina's geleverd. Het verhaal onderging door de versies heen talloze veranderingen. Op een bepaald moment zou er een scène komen met een taartengevecht, geïnspireerd door de films van Mack Sennett, en zou Majoor Applegate een assistent en voedselproever in dienst hebben, die zou worden vertolkt door Mischa Auer. Hij werd vervangen door het personage Aloysius Gogarty.
Nichols kreeg de instructie om te schrijven, met in gedachten dat Katharine Hepburn - met wie hij eerder had gewerkt in Mary of Scotland (1936) - de vrouwelijke hoofdrol zou vertolken. Nichols had Hepburns affaire met John Ford van dichtbij meegemaakt, en baseerde Susan Vance's verhouding met David Huxley op Hepburns relatie met Ford (zoals Vance die in verschillende scènes Huxley op zijn plek zet, waardoor zijn trots wordt aangetast). Nichols was tijdens het schrijven van het scenario regelmatig in contact met Ford, waardoor verschillende spelers en crewleden verwant met Ford aan de film meewerkten, zoals Ward Bond, Barry Fitzgerald, D'Arcy Corrigan en producent Cliff Reid.
De film zou aanvankelijk worden opgenomen van 1 september tot 31 oktober 1937, maar dit werd om verschillende redenen uitgesteld. De opnamen moesten tot mid-september worden uitgesteld, zodat de rechten van het gebruikte lied 'I Can't Give You Anything but Love, Baby' konden worden veiliggesteld. In augustus huurde Hawks grappenschrijvers Robert F. McGowan en Gertrude Purcell in om enkele scènes te herschrijven. Zo schreef McGowan de scène waarin de hond het dinosaurusbot begraaft, geïnspireerd door het stripboek Professor Dinglehoofer and his Dog. De studio betaalde King Features Syndicate het bedrag van duizend dollar om dit idee te gebruiken.

### Acteurs

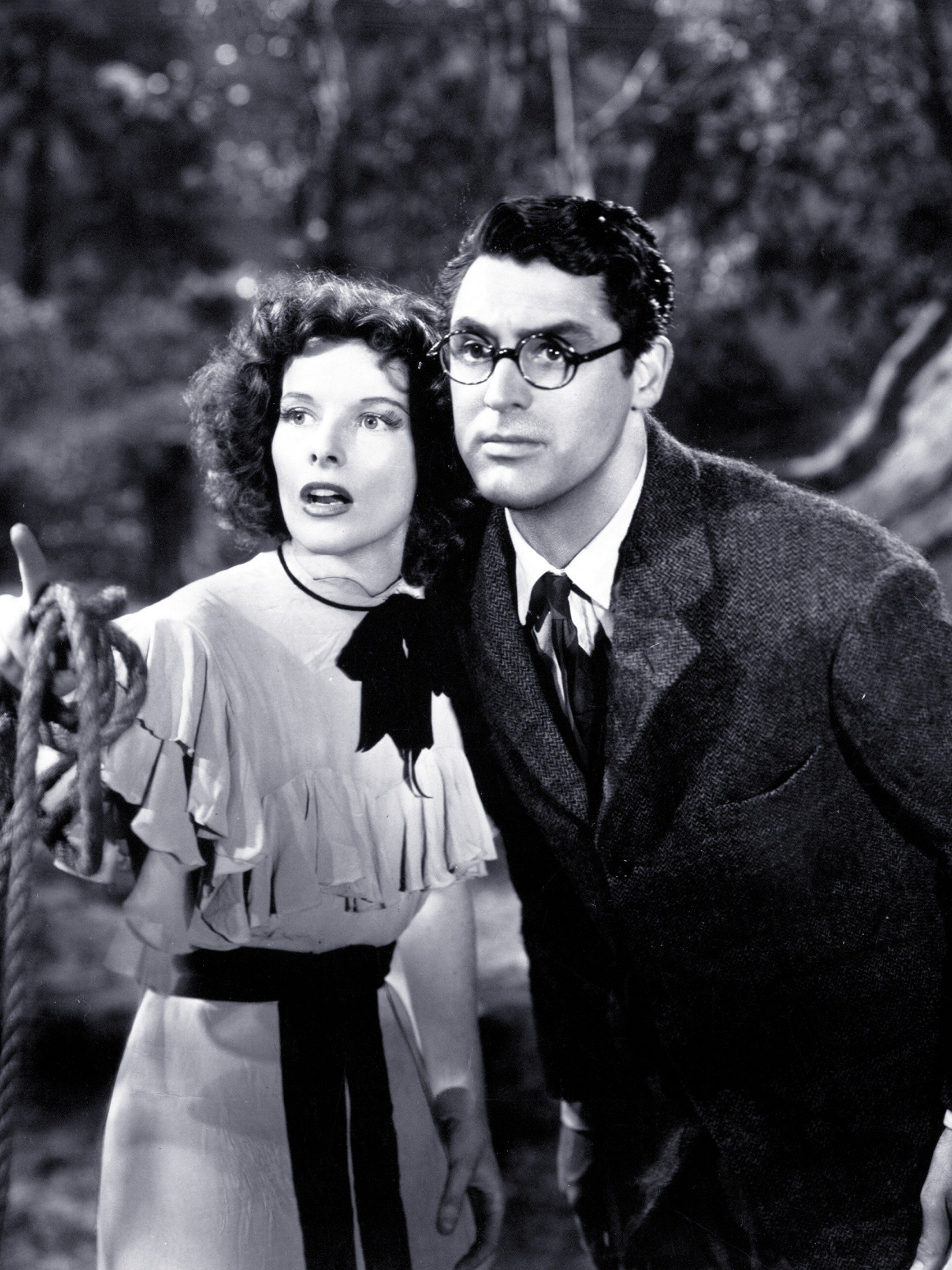
Hepburn en Grant in hun tweede van vier samenwerkingen.

Nadat kortdurend Carole Lombard werd overwogen voor de hoofdrol, werd Hepburn geselecteerd, ondanks twijfels van RKO omwille haar hoge salaris en gebrek aan commerciële successen. Producent Lou Lusty zei hierover dat "je kon zelfs geen winst broeken als een Hepburn-show $800.000 dollar kost." Hawks en producent Pandro S. Berman waren het aanvankelijk niet eens over wie de mannelijke hoofdrol moest spelen. Hawks wilde Harold Lloyd of Ronald Colman, maar Berman keurde dit idee af. In plaats daarvan bood Berman de rol aan Robert Montgomery, Fredric March en Ray Milland aan, maar zij sloegen deze allemaal af.
Hawks' vriend en Hepburns minnaar Howard Hughes adviseerde vervolgens Cary Grant. Grant had onlangs de opnamen van The Awful Truth (1937) afgerond - waarmee hij uiteindelijk zijn grote doorbraak zou maken - en Hawks heeft waarschijnlijk een ruwe versie van de film bekeken. Grant had op dat moment een contract bij RKO, dat hem verplichtte om in vier films te verschijnen voor $50.000 per film. Toen Grant in deze film werd gekozen, werd zijn contract verhoogd naar $75.000 per film, plus dezelfde bonussen die Hepburn ontving. Ondanks de salarisverhoging was Grant huiverig om de rol te accepteren, omdat hij niet zeker was of hij in staat was om een intellectueel te spelen. Pas na twee weken gaf hij zijn jawoord, toen Hawks hem had overtuigd dat hij hem zou steunen tijdens de productie, bijvoorbeeld door hem films van Harold Lloyd te laten kijken ter inspiratie. Bovendien sprak hij met Hughes om zijn personages te bespreken.
Hawks wierf de karakteracteurs Charles Ruggles van Paramount Pictures en Barry Fitzgerald van Mary Pickfords filmbedrijf. Daarnaast zette hij Virginia Walker in als Davids verloofde; Walker trouwde later met zijn broer William Hawks. Hawks kon geen panter vinden om voor de film te werken; uiteindelijk huurde hij een luipaard in die al acht jaar lang in B-films verscheen.

### Opnamen
De draaiperiode ging van start op 23 september 1937 en zou aanvankelijk duren tot 20 november 1937 op een budget van $767.676. De eerste opgenomen scènes waren studio-opnames van Vance's appartement; vervolgens werden de golfscènes op de Bel Air Country Club geschoten. De productie had een moeizame start, omdat Hepburn moeite had met haar personage en komische talenten. Ze probeerde te hard om grappig te zijn, waardoor er sprake was van overacting. Hawks huurde Walter Catlett, veteraan uit de vaudeville in om haar te coachen. Catlett toonde Hepburn dat Grant grappiger was als hij serieus was; Hepburn begreep hem en speelde sindsdien op natuurlijke wijze. Hepburn was zo onder de indruk van Catletts talent, dat ze er op stond dat hij de rol van Slocum vertolkte.

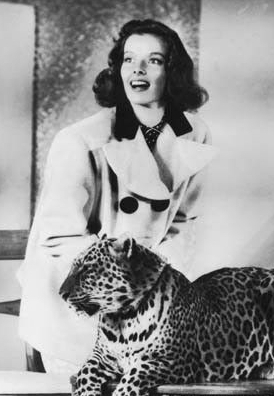
De luipaard haalde eenmalig uit naar Hepburn en moest in bedwang worden gehouden door de trainer, Olga Celeste.

De meeste scènes werden gedraaid op de Arthur Ranch in de San Francisco Valley, dat moest dienen als het landhuis van Tante Elizabeth. Grant en Hepburn spraken de dialoog vaker pas later in. De productie werd door de twee acteurs vertraagd omdat scènes vaak opnieuw moesten worden geschoten doordat ze elkaar constant lieten lachen. De scène waarin Grant aan Hepburn om zijn bot vraagt, duurde meer dan zes uur om te worden opgenomen, omdat ze constant in de lach schoten. Na een maand lagen de makers al zeven dagen achter op schema. De vertraging kon niet alleen worden geweten aan de hoofdrolspelers; ook Hawks pakte de tijd bij het opnemen van de scènes.
Hawks legde de schuld later bij de hoofdrolspelers en het moeten werken met dieren op de set. De terriër George werd gespeeld door Skippy, bekend van The Thin Man-filmreeks. De luipaarden werden beiden gespeeld door Nissa, onder toezicht van zijn trainer Olga Celeste. Tijdens het opnemen van een scène raakte Nissa van streek van een onverwachtse beweging van Hepburns rok, en haalde naar haar uit. Het beest moest in bedwang worden gehouden door Celeste. Hepburn droeg heftige parfum om het luipaard kalm te houden en toonde geen angst voor het beest; voor Grant was dit wel anders. Hij was doodsbang en liet gebruikmaken van een stand-in voor het opnemen van de scènes waarin hij met Nissa is te zien. Tijdens de opnamen kwamen verschillende nieuwsberichten over Hawks' moeite om met een luipaard samen te werken: hij liet achtergronden van scènes met het luipaard opnemen zonder het beest en voegde dit later in de montage samen.
Hawks en Hepburn konden het niet altijd met elkaar vinden en kregen een felle discussie tijdens de draaiperiode. Toen Hawks stilte eiste op de set en Hepburn niet luisterde, vergeleek hij haar met een papegaai. Hepburn, die veel crewleden persoonlijk kende, vertelde hem om haar nooit meer zo te vernederen in het publiek; Hawks maakte haar duidelijk dat hij de touwtjes in handen had en vergaarde zodoende respect. De ruzie vormde inspiratie voor een scène in de film waarin Grant om stilte eist.
De laatste draaidag werd uiteindelijk afgerond op 6 januari 1938. Producenten van RKO maakten zich hevig zorgen om de vertragingen, om Grants bril en om Hepburns haardracht. De film werd veertig dagen na de deadline geleverd en het budget was $330.000 dollar hoger dan geanticipeerd. Met name door eisen uit het contract van Hawks, Hepburn en Grant, kwam het uiteindelijke budget boven een miljoen dollar te liggen. De kosten die werden gemaakt voor decors en props kwamen slechts $5.000 dollar boven budget te liggen; de acteurs kregen bijna allen (inclusief de terriër en het luipaard) een dubbel salaris. Zo kreeg Hepburn in plaats van $72.500 dollar, maar liefst $121.680 dollar uitbetaald. Grant mocht $123.437 dollar in ontvangst nemen en Hawks' salaris steeg van $88.046 naar $202.500 dollar. De regisseur kreeg bovendien $40.000 dollar extra om zijn contract bij RKO te beëindigen.

### Postproductie
Editor George Hively monteerde de film al tijdens de opnamen, waardoor een eerste grove versie van de film al enkele dagen na de laatste draaidag af was. De eerste filmrol was 10.150 voet (3093 meter) lang en werd in mid-januari '38 ter beoordeling opgestuurd naar de Hays Code. Ondanks subtekst en verwijzingen naar seks, zoals Grant die zegt dat hij plotseling 'gay' is geworden of Hepburn die spreekt over urine, werd de versie goedgekeurd. De censuur klaagde enkel over enkele politieke verwijzingen en over een scène waarin Hepburns jurk wordt verscheurd.
Zoals meerdere films van Hawks, staat Bringing Up Baby bekend om een rap tempo (ondanks het feit dat veel scènes in long medium shots zijn opgenomen, zonder afwisseling van shots). Hawks zei hierover tegen Peter Bogdanovich dat "je een snel tempo krijgt als je de acteurs veel laat bewegen binnen het beeld, niet door veel te knippen."
Op 18 februari was de filmrol gemonteerd naar 9.204 voet (2805 meter). Uit twee voorvertoningen uit januari kwamen enkel zeer lovende reacties. Berman wilde de film vijf minuten korter maken, maar bedacht zich na protest van Hawks, Grant en Cliff Reid. Toen ook bij de tweede preview de film een unanieme lofzang genoot, was RKO zeker van een hit. De film kent een grote afwezigheid van muziek, met uitzondering van het nummer 'I Can't Give You Anything But Love, Baby' dat tijdens de voor- en aftiteling wordt gespeeld.

## Ontvangst

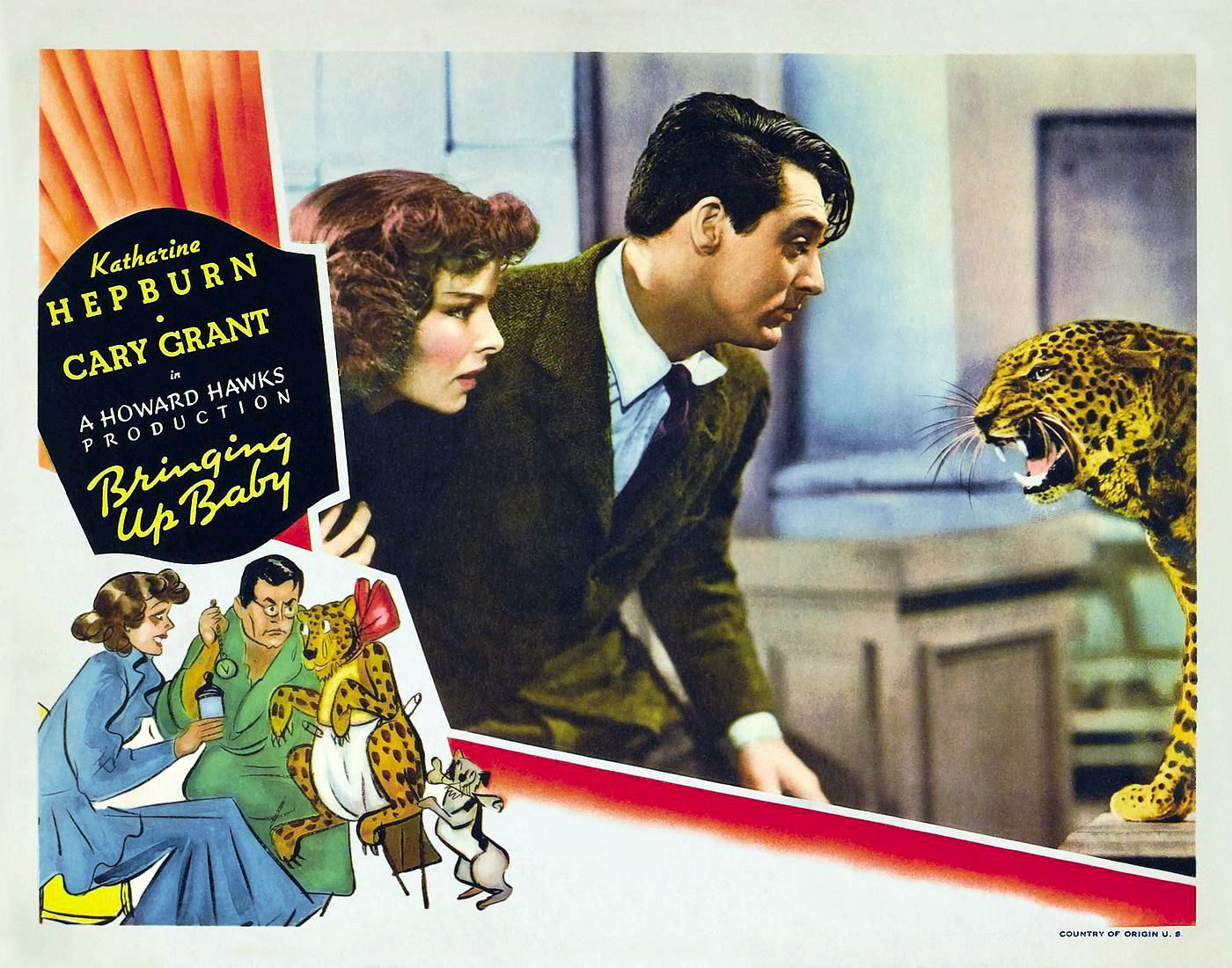
Een tweede lobbykaart voor de film

Vanwege sterke previews verwachtte RKO een hit. Criticus Otis Ferguson schreef in The New Republic over het gevoel voor humor en prees de regie van Hawks. In het tijdschrift Variety wordt ook Hawks' regie geprezen, net zoals het vlotte tempo, en werd Hepburn in het bijzonder genoemd vanwege haar "levendige filmkarakterisering"; enkel de gevangenisscène had korter gekund. Frank Nugent van The New York Times was minder positief over de in zijn ogen "clichématige" film: Hij deed in zijn ogen te veel denken aan een dozijn andere screwballs en Hepburns acteerspel was "adembenemend, nutteloos en ontzettend vermoeiend."
In Nederland kreeg de film gemengde reacties. De recensent van het Algemeen Handelsblad schreef: "De makers van deze klucht hebben zich wat te opvallend uitgesloofd om ongewone situaties te verzinnen teneinde de lachspieren van de toeschouwers in beweging te brengen." Criticus van De Telegraaf was aanzienlijk positief: "Bringing Up Baby is een van de uiterst amusante films waarbij [je] aarzelt het geval een klucht te noemen, hoewel het goedbeschouwd geen [komedie] is. Want het is een aaneenschakeling van een eindeloos reeks dwaasheden en averechtse incidenten - [je] schiet van de [ene] situatie in de andere en het is met [zoveel] lichtheid en vaart en perfectie op het doek gebracht, dat het niets meer heeft van de platitudes, welke [zo] vaak de goede klucht in discrediet hebben gebracht." Recensent van De Tijd schreef tevens dat Hepburn haar eerste komische rol "met een ongekende soepelheid en met een prachtig élan" speelt, maar dat de film ondanks komische momenten, met een "onzinnig" en "onlogisch" verhaal, niet van hetzelfde niveau is als Trouble in Paradise (1932) of It Happened One Night (1934).
De film werd al snel een flop, maar bracht in sommige delen van de Verenigde Staten wel geld in het laatje. Zo ging de film in San Francisco op Valentijnsdag '38 met succes in première. Ook in Los Angeles, Portland, Denver, Cincinnati en Washington, D.C. werden winsten geteld. In andere steden, met name in het midwesten, was de film echter een financiële teleurstelling. Zo bracht de film in New York slechts $70.000 in het laatje en werd na een week uit de roulatie gehaald om plaats te maken voor Jezebel (1938). Na de eerste (aanvankelijke) vertoningsperiode werd een verlies van $365.00 dollar geteld.
Na deze periode had de film in de Verenigde Staten $715.000 dollar opgebracht en in het buitenland $394.000 dollar, met een totale opbrengst van $1.109.000 dollar. Een heruitgave in 1940 en 1941 bracht nationaal nog eens $95.000 dollar en internationaal $55.000 dollar op. Na de tweede vertoningsperiode was er pas sprake van een winst van $163.000 dollar. Door dit verlies werd Hawks vervroegd uit zijn tweejarig contract bij RKO gekocht en Gunga Din werd uiteindelijk door George Stevens geregisseerd. Hawks legde de schuld van dit verlies bij het feit dat de film enkel gekke personages kende, en dat hij voortaan in screwballs ten minste één 'normaal' personage zou schrijven. Hepburn werd vlak hierna bestempeld als 'box office poison' en werd voor $22.000 dollar uit haar contract bij RKO gekocht.